# Контесина де Барди
Лота де Барди (на италиански: Lotta de' Bardi), позната като Контесѝна де Бàрди (на италиански: Contessina de' Bardi; * 1390, Флоренция, Флорентинска република; † 1473, Флоренция, Флорентинска република) е флорентинска благородничка от рода Барди, който е едно от най-богатите семейства във Флоренция, но след разпадането на семейната банка през 1343 г. властта и значението му значително намалява. Тя е господарка на Флоренция чрез брака си с Козимо де Медичи Стария, де факто господар на Флоренция.

## Произход
Контесина е родена в семейството на Алесандро ди Соцо де Барди, граф на Вернио, и Емилия (или Камила), дъщеря на Раниеро ди Галдо Панокиески, граф на Елчи.
Представителка на рода Барди, нейното някога много богато семейство фалира след не изплащане на финансовите заеми, предоставени на краля на Англия Едуард III. Въпреки финансовата криза Барди успяват да поддържат лукс, като инвестират преди всичко в земи, замъци и крепости по северните граници на Република Флоренция, на които са господари. Освен това те са уважавани като прочуто семейство и се радват на известно значение като феодали и професионални военни – качества, които представляват голям интерес за Медичите. Така Медичите биха разполагали с въоръжено крило, което да използват в стратегията на, макар и принудително изграждане и на поддържане на консенсуса, който би довел до тяхната политическа хегемония.

## Биография
През 1415 г. 25-годишната Контесина се жени за Козимо, син на банкера Джовани ди Бичи де Медичи, след което двамата заживяват при родителите му. Бракът осигурява на семейството на съпруга ѝ необходимото благородничество, престиж и военна подкрепа за установяване на властта на Медичите във Флоренция.
Козимо и Контесина имат две деца: Пиеро, роден през 1416 г., и Джовани, роден през 1421 г. Освен това Контесина приема извънбрачното дете на Козимо, Карло.
През 1433 г. съпругът ѝ е прогонен от Флоренция и Контесина намира убежище във Вилата на Медичите в Кафаджоло (в Муджело). Тя се завръща в града след триумфа на Козимо на следващата година, който де факто е номиниран за господар на Флоренция – титла, която той ще запази до смъртта си.
През 1444 г. започва работата по изграждането на нова резиденция за семейството – разкошният Палацо Медичи на ул. „Ларга“ (днешна ул. „Кавур“ във Флоренция), поръчан от Козимо на флорентинския архитект Микелоцо. Още преди края на строителните работи семейството се нанася там.
Контесина се радва на добри отношения със съпруга си, основани на нежни чувства. Двамата успяват да поддържат перфектно разбирателство: тя се занимава с управлението на домакинството, а той – с вътрешната и външната политика на Флоренция. В допълнение към типичните задължения на домакиня Контесина помага, със своята строга и аристократична осанка, на съпруга си Козимо в посрещането на високопоставени личности в семейния дворец, като сина на херцога на Милано Франческо Сфорца, Галеацо Мария. Бракът не се пропуква дори в лицето на извънбрачната връзка на съпруга ѝ с Мадалена – черкезка робиня, купена във Венеция, от която връзка се ражда извънбрачният син Карло, посрещнат и след това отгледан в семейния дворец като законно потомство.
Изключително религиозна, Контесина възстановява манастира „Сан Лука“ на ул., „Сан Гало“ и поради тази причина е в близък контакт с архиепископа на Флоренция Антонино Пиероци (бъдещ светец).
Последните години от живота ѝ са помрачени от поредицата траури в семейството, която я засяга дълбоко. През 1459 г. умира едва 8-годишен, нейният внук Козимино, син на по-малкия ѝ син Джовани. Самият Джовани умира през 1463 г. През 1464 г. умира и съпругът ѝ. След смъртта на Козимо през 1464 г. тя отива да живее със сина си Пиеро „Подагрения“ и съпругата му Лукреция Торнабуони, с която е в добри отношения. Контесина надживява и Пиеро, който наследява баща си, но умира през 1469 г.
Контесина умира между 26 септември и 25 октомври 1473 г. на около 83-годишна възраст. Тя остава отправна точка за своите внуци и различни роднини – нейният внук Лоренцо Великолепни например нарича най-малката си дъщеря Контесина в нейна чест.

## Деца
- Пиеро ди Козимо де Медичи (* 14 юни 1416, Флоренция; † 2 декември 1469, Флоренция), господар де факто на Флоренция (1464 – 1469), ∞ 3 юни 1444 г. за Лукреция Торнабуони (* 22 юни 1427, Флоренция; † 28 март 1482, Флоренция)
- Джовани ди Козимо де Медичи (* 3 юни 1421, Флоренция; † 23 септември 1463, Флоренция), банкер и меценат, ∞ 20 януари 1453 за Джиневра дели Алесандри († сл. 2 август 1478), дъщеря на Николò дели Алесандри

## Контесина де Барди в масовата култура
Тя е сред главните герои в 1-ви сезон (2016) на англо-италианския телевизионен сериал „Медичите – господари на Флоренция“ (I Medici: Masters of Florence) и в ролята ѝ е британската актриса Анабел Шоли. Също така в сериала, като второстепенен герой, е и баща ѝ Алесандро, изигран от британския актьор Дейвид Брадли.